# Пунган
Пунган (узб. Pungon) — посёлок городского типа в Узбекистане. Расположен на северо-западе Ферганской долины, к югу от посёлков Алтынкан и Чадак, в устье реки Чадак (Чаадаксай), правого притока Сырдарьи. Входит в Папский район Наманганской области.